# Université de Denver
L'université de Denver (DU) est une université américaine située à Denver, la capitale de l'État du Colorado.

## Historique
Fondée en 1864, l'université de Denver est la plus ancienne université privée de la région des Rocheuses. Elle accueille environ 11 100 étudiants. Un de ses professeurs les plus célèbres était Josef Korbel, père de Madeleine Albright, ancienne secrétaire d'État des États-Unis. Il enseignait la politique internationale et il eut Condoleezza Rice (qui devint également secrétaire d'État) comme élève.

## Sports
L'équipe de sport de l'université de Denver se nomme les Pioneers de Denver.